# Ян Скарбек (архієпископ)

Варіант гербу Абданк

Ян Скарбек гербу Абданк (1661, Соколів, Руське воєводство — 2 грудня 1733, Львів) — польський шляхтич, римо-католицький релігійний діяч, Львівський латинський архієпископ з 1713 р. Представник роду Скарбеків.

## Біографія

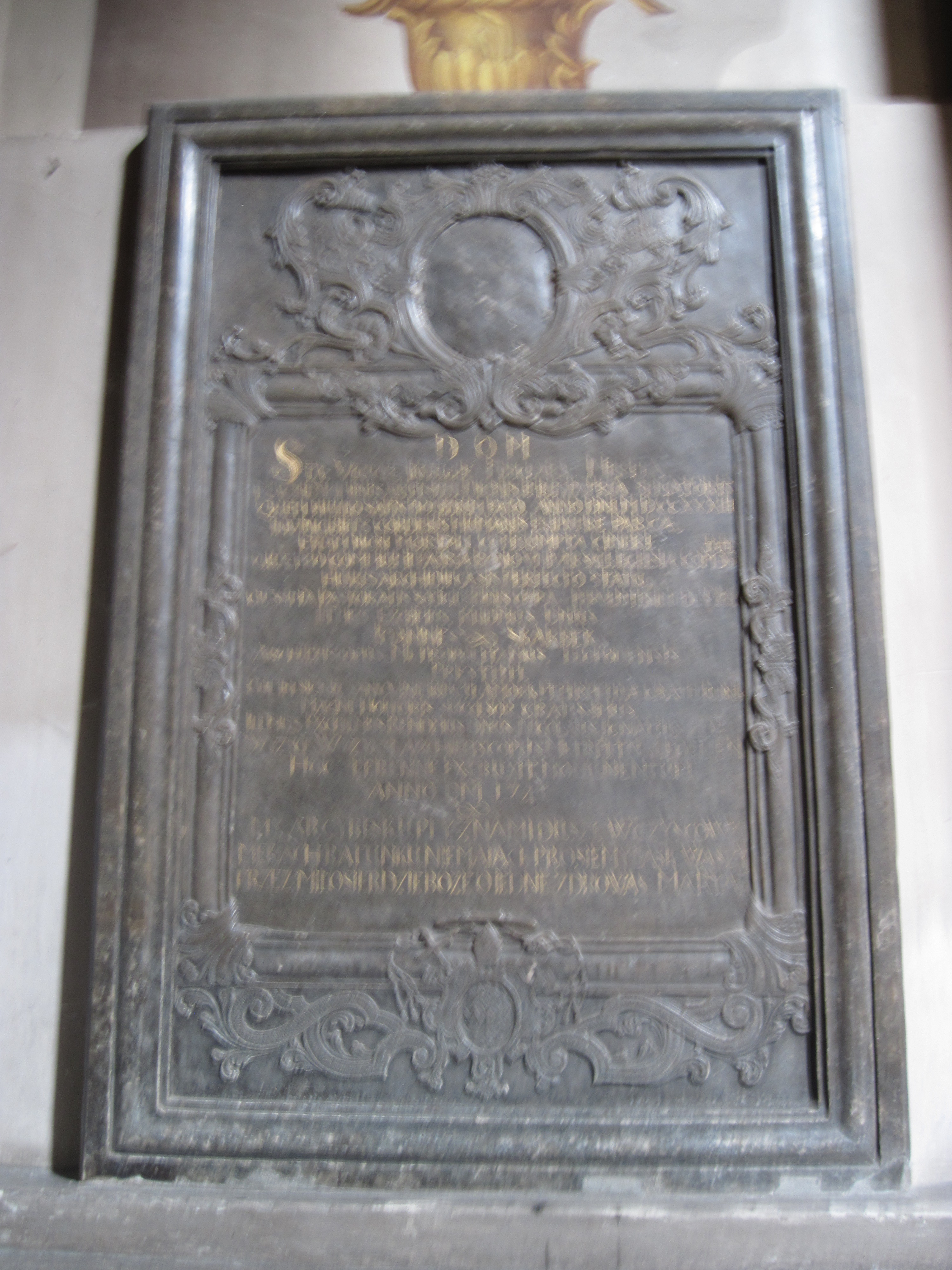
Пам'ятна дошка Яну Скарбеку, катедра, Львів

Молодший син галицького каштеляна Кшиштофа Скарбека та його першої дружини Чолганської, брат галицького каштеляна Владислава. Правдоподібно, навчався у колегії єзуїтів Львова; тут 4 червня 1678 року прийняв 4 нижчі ступені свячення. Мав студії в Римі; 1 червня 1685 року в Григоріянському університеті став доктором філософії. Студіював право в Ла Сап'єнці, 18 липня 1685 отримав промоцію на доктора прав римського, канонічного.
Капланське свячення прийняв 1 листопада 1687 у Львові. Перед 1694 став кустошем Львівської катедральної капітули. 4 лютого 1695 року Константій Ліпський призначив його своїм офіціялом, генеральним вікарієм. 8 липня 1700 року брав участь в «інгресі» нового львівського архієпископа К. Ю. Зелінського, який призначив його своїми офіціялом, генеральним вікарієм. 23 березня 1703 року отрирмав препозитуру в Городку Ягайлонському.
В березні 1707 року вивезений на початку року московитами К. Ю. Зелінський листом з Києва доручив йому адміністрування Львівською архідієцезією, 3 травня капітула РКЦ вибрала його адміністратором «sede impedite». Після звістки про смерть 27 лютого 1709 в Москві К. Ю. Зелінського (визначив його виконавцем заповіту) капітула вибрала його 16 квітня вікарієм. В червні як комісар короля брав участь у виборах Яна Августиновича львівським вірменським архієпископом-коад'ютором. 16 січня 1710 року отримав у катедрі Львова вівтар, званий «Żurovinsciana», на підставі Папського рескрипту (4 липня 1710) став деканом катедральної капітули. Після смерті 7 листопада 1711 року єпископа-номінанта Миколая Поплавського за поданням короля Августа ІІ Папою Клеменсом ХІ 30 січня 1713 року був преконізований, 27 березня отримав паллій. Інгрес — 6 серпня 1713 року.
Відомий завдяки розбудові нових та реставрації старих костелів у Галичині. Сприяв:
- передав для тимчасового греко-католикам старий костел Св. Хреста в Бучачі[2]
- фундація кляштору бернардинів у Гвіздці (дав згоду 1719, консекрував костел 1720), тринітаріїв у Львові
- відновленню знищених у війну господарських маєтків АБ,
- будівництву нових костелів в Кукільниках, Козлові (тут значно збільшив упосаження, заснував Вервечкове братство)
- будівництву нової резиденції у Львові, розбудові та реставрації резиденцій Дунаєві, Оброшині (значно постраждав від шведів у 1704 році).

Згідно заповіту, серце його мало бути похованим в костелі Кукільників. Був похований 9 лютого 1734 року в Латинській катедрі Львова. В 1741 році Миколай Вижицький сприяв виготовленню, встановленню йому пам'ятної плити, яка була усунена під час реконструкції за архієпископа Вацлава Сераковського.